# Борилово (Вологодская область)
Борилово — деревня в Вологодском районе Вологодской области на реке Пудежка.
Входит в состав Семёнковского сельского поселения, с точки зрения административно-территориального деления — в Семёнковский сельсовет.
Расстояние по автодороге до районного центра Вологды — 8,5 км, до центра муниципального образования Семёнково — 0,5 км. Ближайшие населённые пункты — Барачево, Красново, Семёнково, Никитино, Труфаново, Абаканово.

## Население
По переписи 2002 года население — 8 человек.
| 2002 | 2010 |
| ---- | ---- |
| 8    | ↗16  |